# Forum Demokratischer Sozialismus
Das Forum Demokratischer Sozialismus (fds) wurde 2002 unter dem Namen Forum Zweite Erneuerung (F2E) als ein Diskussionsforum der Partei des Demokratischen Sozialismus (PDS) gegründet, am 16. Juli 2005 nahm es seinen heutigen Namen an. Im Jahr 2007 formierte sich das Forum Demokratischer Sozialismus neu, um als Netzwerk in der neuen Partei Die Linke die Strömung des demokratischen Sozialismus weiterzuführen und an der Debatte um die Ausrichtung der Partei teilzunehmen. Es handelt sich um eine Strömung in der Partei Die Linke, welche zum reformorientierten Flügel gezählt wird.

## Geschichte
Gegründet wurde das Forum auf dem PDS-Parteitag 2002 in Gera. Im Mittelpunkt des Parteitages stand die Auswertung der verlorenen Bundestagswahl 2002, in deren Ergebnis die PDS an der Fünf-Prozent-Hürde scheiterte und nur noch mit den beiden direkt gewählten Bundestagsabgeordneten Gesine Lötzsch und Petra Pau im Bundestag vertreten war.
Der Parteitag endete mit einem „Linksruck“, worunter die scharfe Kritik an Regierungsbeteiligungen und ein stärkerer Oppositionskurs verstanden wurde. Gabi Zimmer wurde zur neuen Parteivorsitzenden gewählt.
Sein ursprüngliches Ziel war es, so erklärt das Forum Demokratischer Sozialismus über sich selbst, „tragfähige Projekte für radikalreformerische Politik zu entwickeln“. Programmatisch stand das Forum ursprünglich dafür, die

„langfristige demokratisch-sozialistische Perspektive mit politischem Handeln im Hier und Heute zu verbinden und nicht als Widerspruch zu begreifen, wie es Kritiker von links und rechts gern behaupten. Wir legen Wert auf die Betonung von Demokratie und Bürgerrechten, die uns von jenen unterscheidet, die im Zweifel für autoritäre Politik oder für Sozialstaatspopulismus votieren. Globalisierung und die sich radikal verändernde Ökonomie wollen wir gestalten und nicht bekämpfen. Gerade deshalb wissen wir, dass dabei manch makroökonomische Gewissheit, die seit mehr als 30 Jahren konserviert wird, kritisch hinterfragt werden wird, ohne das wir dem ‚only money matters‘ der Monetaristen auf den Leim gehen.“

Zum Selbstverständnis zählte ein offener Umgang mit Regierungsbeteiligungen, ein Crossover-Diskurs mit undogmatischen Linken, auch in SPD und Bündnis 90/Die Grünen.
Das Forum Demokratischer Sozialismus führte verschiedene Lehrgänge durch und veröffentlicht bis heute einen regelmäßig erscheinenden Newsletter. Aufgrund seines diskursiven Selbstverständnisses verfügte das Forum nicht über Basisgruppen oder ähnliches. Ein Koordinationskreis allein ordnete die Arbeit; er bestand aus den Abgeordneten Udo Wolf, Benjamin-Immanuel Hoff, Matthias Höhn, dem ehemaligen Leiter des Bereiches Grundsatz beim Parteivorstand, Thomas Falkner, Claudia Gohde sowie der früheren Bundestagskandidatin Sandra Brunner.

## Neuformierung 2007

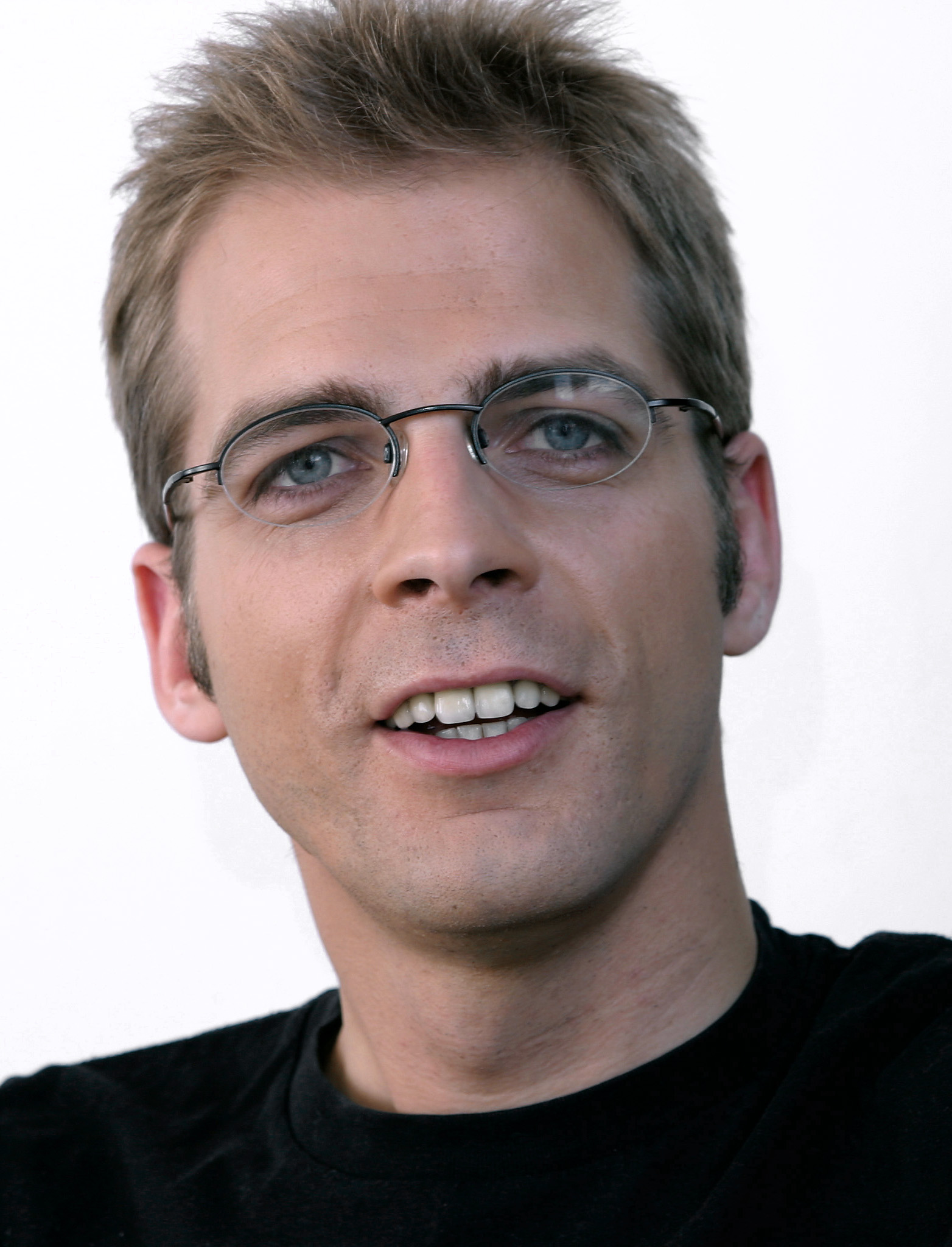
Stefan Liebich

Im Februar 2007 wurde das Forum Demokratischer Sozialismus von Stefan Liebich, dem stellvertretenden Vorsitzenden der Fraktion Die Linke im Abgeordnetenhaus von Berlin durch den Aufruf „Also träumen wir mit hellwacher Vernunft: Stell Dir vor, es ist Sozialismus, und keiner geht weg!“ (der Satz stammt von Christa Wolf) mit einem neuen Inhalt gefüllt. Dies schien aus Sicht der Erstunterzeichner geboten, weil erstens von den Auseinandersetzungen zwischen verschiedenen Strömungen in der Linkspartei.PDS einige beendet waren und andere sich verlagert hatten, und zweitens vor allem mit Blick auf die Vereinigung von Linkspartei.PDS und WASG. Auf einem Forum vom 2. bis 4. März 2007 in Berlin wurde diese neue Ausrichtung diskutiert und von mehr als hundert Personen gebilligt.

### Selbstverständnis des „neuen“ Forums
„Wir sind demokratische Sozialistinnen und Sozialisten und wir wollen diese neue Partei. Denn zu der Vereinigung von WASG und Linkspartei.PDS gibt es nicht nur keine Alternative, nein, sie ist auch eine riesige Chance. Auf Bundesebene stark präsent zu sein, auch im Westen Fraktionen in Landtagen zu haben, in den Kommunen ernst genommene linke Kraft zu sein, diese Chance eröffnen wir uns nur, wenn wir diesen Schritt im Sommer gehen. Das Zusammengehen allein, reicht dafür noch nicht. Entscheidend für den Erfolg der neuen linken Partei wird sein, was für eine Partei sie sein wird: Wir wollen die Gesellschaft verändern und dafür um stabile, dauerhafte Mehrheiten werben. Wir treten dafür ein, dass der demokratische Sozialismus Grundlage der Politik der neuen Linkspartei und in dieser neuen Linkspartei mehrheitsfähig wird. Weil wir glauben, dass das gelingen kann, wollen wir aus der Mitte der neuen Partei heraus die Ausrichtung der Partei ‚Die Linke‘ mitbestimmen. Hierzu wollen wir das Erbe der PDS aufnehmen, so ist uns die Gleichrangigkeit von sozialen und Freiheitsrechten sehr wichtig.“

Bis Mitte Juni 2008 waren mehr als 580 Unterschriften für den Aufruf abgegeben.
Die Teilnehmer des Forums im März 2007 verständigten sich darauf, dass sie als Netzwerk „Forum Demokratischer Sozialismus“, das von Angelika Gramkow (MdL Mecklenburg-Vorpommern, Mitglied des Parteivorstands), Caren Lay (MdL Sachsen, stellvertretende Fraktionsvorsitzende, Mitglied des Parteivorstands) und Stefan Liebich (Geschäftsführung Sonja Kiesbauer, Öffentlichkeitsarbeit Lena Schulz zur Wiesch) koordiniert wird, weiterarbeiten werden, um sich für ihre Ziele besser zu vernetzen. Darüber, ob eine Plattform gebildet werden sollte, gab es eine Kontroverse, die offengelassen wurde, um die Zahl der Unterstützer nicht zu verkleinern.
Von innerparteilichen Kritikern insbesondere der Antikapitalistischen Linken und der Sozialistischen Linken wird sie als Bewegung realpolitischer Pragmatiker und unkritischer Befürworter von Regierungsbeteiligungen charakterisiert. Neben exponierten Vertretern des Netzwerks Reformlinke finden sich auch wichtige Vertreter von innerparteilichen Zusammenschlüssen wie der AG Lisa, AG queer, BAG Grundeinkommen, der emanzipatorischen und undogmatischen Linken, der IG Betrieb und Gewerkschaft sowie zahlreiche Unterzeichner, die sich in Strömungsauseinandersetzungen bisher nicht positioniert haben.
Das Bündnis ist zum einen eine Reaktion, vor allem von Mitgliedern der Linkspartei.PDS, darauf, dass linkskeynesianische und traditionslinke Strömungen in der neuen Linkspartei stärker geworden sind, und zum anderen darauf, dass vor allem WASG-Vertreter den Demokratischen Sozialismus während der Parteineubildung in Frage stellten. Geht es dem Forum Demokratischer Sozialismus zwar einerseits darum, „das Erbe der PDS“ zu bewahren, strebt es andererseits gleichzeitig eine, wie das Forum es selbst nennt, „Modernisierung“ der Linkspartei an.
Bei den Neuwahlen für das Amt der Bundessprecher im Juni 2010 kandidierten Stefan Liebich und Caren Lay nicht wieder. Zu neuen Bundessprechern wurden Benjamin-Immanuel Hoff, Staatssekretär in der Senatsverwaltung für Gesundheit, Umwelt und Verbraucherschutz in Berlin sowie Inga Nitz, Mitglied der Bremischen Bürgerschaft gewählt. Inga Nitz legte ihr Amt, das sie bereits seit 2007 innehatte, im März 2011 nieder.
Am 30. November 2013 wurden Luise Neuhaus-Wartenberg aus Sachsen, Julia Nüß aus Schleswig-Holstein und der Berliner Bundestagsabgeordnete Stefan Liebich in den Bundesvorstand gewählt. Seit 28. Juni 2014 ist Luise Neuhaus-Wartenberg Bundessprecherin des FdS. Dominic Heilig war von 2014 bis zu seinem Tod 2017 Bundessprecher neben Neuhaus-Wartenberg.